# Supercoppa brasiliana 2020 (pallavolo femminile)
La Supercoppa brasiliana 2020 si è svolta il 6 novembre 2020: al torneo hanno partecipato due squadre di club brasiliane e la vittoria finale è andata per la terza volta consecutiva al Praia Clube.

## Regolamento
Le squadre hanno disputato una gara unica.

## Squadre partecipanti
| Squadra        | Qualificazione                    |
| -------------- | --------------------------------- |
| Praia Clube    | 1ª in Superliga Série A 2019-20   |
| Rio de Janeiro | Vincitrice Coppa del Brasile 2020 |

## Torneo
| 6 novembre 2020 Ginásio Guanandizão, Campo Grande Durata: ? - Spettatori: ? | Praia Clube | 3 - 1 | Rio de Janeiro | 25-16, 23-25, 25-21, 25-18 |